# Centzon Totochtin
Na mitologia asteca, Centzon Totochtin (do nahuatl, quatrocentos coelhos; também Centzontotochtin) eram um grupo de divindades associados à bebedeira e diversão. 